# IPP Open 2009
L'IPP Open 2009 è stato un torneo professionistico di tennis maschile giocato sul sintetico indoor, che faceva parte dell'ATP Challenger Tour 2009. Si è giocato a Helsinki in Finlandia dal 23 al 29 novembre 2009.

## Partecipanti

### Teste di serie
| Nazionalità | Giocatore       | Ranking* | Testa di serie |
| ----------- | --------------- | -------- | -------------- |
| Finlandia   | Jarkko Nieminen | 84       | 1              |
| Slovacchia  | Karol Beck      | 90       | 2              |
| Germania    | Björn Phau      | 111      | 3              |
| Stati Uniti | Kevin Kim       | 115      | 4              |
| Israele     | Harel Levy      | 124      | 5              |
| Spagna      | Iván Navarro    | 125      | 6              |
| Germania    | Michael Berrer  | 127      | 7              |
| Austria     | Stefan Koubek   | 142      | 8              |

- Ranking al 16 novembre 2009.

### Altri partecipanti
Giocatori che hanno ricevuto una wild card:
- Evgenij Donskoj
- Antony Dupuis
- Henri Kontinen
- Henri Laaksonen

Giocatori passati dalle qualificazioni:
- Ilya Belyaev
- Robin Haase
- Michał Przysiężny
- Aisam-ul-Haq Qureshi

## Campioni

### Singolare
Michał Przysiężny ha battuto in finale  Stéphane Bohli con il punteggio di 4–6, 6–4, 6–1.

### Doppio
Rohan Bopanna /  Aisam-ul-Haq Qureshi hanno battuto in finale  Henri Kontinen /  Jarkko Nieminen con il punteggio di 6–2, 7–6(7)